# Marián Aguilera
Marián Aguilera Pérez (n. Montgat, de la provincia de Barcelona, 12 de marzo de 1977) es una actriz española de cine y televisión.

## Biografía
Se dio a conocer a nivel mundial cuando portaba la llama olímpica en Ampurias para los Juegos Olímpicos de Barcelona (1992), a su llegada desde Grecia. Ella tenía 15 años. Aunque a nivel nacional, la reconocíamos por interpretar a la icónica Maripili del anuncio de tomate frito Apis cuando sólo tenía 10 años. 
La primera película que protagonizó fue El largo invierno (1992), de la mano de Jaime Camino. Otras apariciones destacadas que tuvo en sus primeras películas fueron en La Ciudad de los Prodigios (1999), Quin Curs el Meu Tercer! (1994) y Tuno Negro (2001).
Sin embargo es más recordada como "Miriam" cuando protagonizó Al salir de clase (1997-1999), serie de televisión que trata sobre la vida de un grupo de adolescentes en Madrid. Después de terminar la serie protagonizó Esencia de Poder (2001-2002) y Código Fuego (2003).
Los Hombres de Paco (2005-2010) la catapultaría al estrellato en la escena internacional, con su personaje de "Silvia Castro". Se crearía una nueva base de fans e innumerables foros y sitios web dedicados a su personaje de "Silvia" y a su historia romántica con "Pepa" (interpretada por Laura Sánchez). A pesar del éxito de la serie y estando en un momento importante de popularidad, Marián Aguilera abandonaría el programa en 2009 para permitirse crecer y explorar otras posibilidades. Reaparecería en la novena temporada de la serie de una manera onírica en los pensamientos ilusorios de "Paco".
Por su actuación en Los Hombres de Paco fue nominada a Mejor Actriz de Televisión en los 60.° Premios Fotogramas de Plata en 2009.

## Filmografía

### Películas[4]
| Año  | Película                                        | Personaje          | Dirección                                           |
| ---- | ----------------------------------------------- | ------------------ | --------------------------------------------------- |
| 2022 | Golpe maestro                                   | Sandra             | César Montegrifo                                    |
| 2014 | Trezze                                          | Martina            | Elbio Aparisi Nielsen                               |
| 2011 | El último fin de semana                         | Sandra             | Norberto Ramos del Val                              |
| 2010 | Lo más importante de la vida es no haber muerto | Helena             | Olivier Pictet, Marc Recuenco, Pablo Martín Torrado |
| 2008 | Un poco de chocolate                            | Rosa               | Aitzol Aramaio                                      |
| 2007 | El prado de las estrellas                       | Luisa              | Mario Camus                                         |
| 2007 | Marqués mendigo (TV)                            | Eugenia            | Manuel Estudillo                                    |
| 2004 | Las huellas que devuelve el mar                 | Sara               | Gaby Beneroso                                       |
| 2004 | Tánger                                          | Marisa             | Juan Madrid                                         |
| 2004 | Seres queridos                                  | Leni               | Teresa de Pelegrí, Dominic Harari                   |
| 2003 | El misterio de Wells                            | Amante de Nicholas | Paul McGuigan                                       |
| 2003 | Instinto-demium (TV)                            |                    | Nacho Sarrai                                        |
| 2002 | No debes estar aquí                             | Sonia              | Jacobo Rispa                                        |
| 2001 | Morality Play                                   |                    |                                                     |
| 2001 | Honolulu Baby                                   | Cleusa             | Maurizio Nichetti                                   |
| 2001 | Tuno negro                                      | Alumna novata      | Pedro L. Barbero, Vicente J. Martín                 |
| 2000 | Besos de tinta                                  |                    |                                                     |
| 1999 | La Ciudad de los Prodigios                      | Margarita iga      | Mario Camus                                         |
| 1997 | Tic Tac                                         | Lluna              | Rosa Vergés                                         |
| 1994 | Quin Curs el Meu Tercer! (TV)                   | Mónica             | Ignasi P. Ferré                                     |
| 1992 | El largo invierno                               | Alumna             | Jaime Camino                                        |

### Cortometrajes
- ¿Quién es Libertad Lionetti? (2015)
- La Última Función (2007)
- Válido Para un Baile (2006)
- Otra Vida (2005)
- Mucha Mierda (1999)

### Televisión/Miniseries
- Homicidios (2011)
- Los hombres de Paco (2005–2010)
- El Inquilino (2004)
- Código fuego (2003)
- Esencia de Poder (2001–2002)
- Laberint d'ombres (1999–2000)
- Al salir de clase (1997–1999)
- El Hijo de Sandokan (1998)